# Französische Frauen-Rugby-Union-Nationalmannschaft
Die französische Frauen-Rugby-Union-Nationalmannschaft (französisch Équipe de France féminine de rugby à XV) ist die Nationalmannschaft Frankreichs in der Sportart Rugby Union und repräsentiert das Land bei allen Länderspielen (Test Matches) der Frauen. Sie wird in Anlehnung an das als Les Bleus bezeichnete Männernationalteam auch Les Bleues genannt. Die organisatorische Verantwortung trägt die Fédération française de rugby (FFR). Jedes Jahr nimmt die Mannschaft am Turnier Six Nations teil, zusammen mit England, Irland, Italien, Schottland und Wales. Bisher gewann Frankreich den Titel sechs Mal, einschließlich fünf Grand Slams, bei insgesamt 30 Austragungen.
Frankreichs erstes Test Match fand 1982 statt, als es die Niederlande im weltweit ersten Frauenrugbyländerspiel besiegte. Traditionell spielt Frankreich in blauen Trikots, weißen Hosen und roten Socken – also in den Farben der Flagge Frankreichs. Neben ihrer Kurzbezeichnung XV de France (XV bzw. quinze entspricht den 15 Spielerinnen) trägt die Mannschaft daher auch den Spitznamen les Bleues. Das Mannschaftslogo ist ein goldener gallischer Hahn auf einem roten Wappenschild. Frankreich bestreitet seine Heimspiele in verschiedenen Stadien.
Seine wichtigsten internationalen Auftritte hat das Team bei den alle vier Jahre stattfindenden Weltmeisterschaften. Seit der ersten Austragung erreichte Frankreich bei allen Weltmeisterschaften mindestens das Viertelfinale und erreichte sieben Mal den dritten Platz. Frankreich war Gastgeber der Weltmeisterschaft 2014. Eine ehemalige Spielerin wurde in die World Rugby Hall of Fame aufgenommen.

## Organisation
Verantwortlich für die Organisation von Rugby Union in Frankreich ist die Fédération française de rugby (FFR). Sie wurde am 13. Mai 1919 gegründet und trat an die Stelle der Rugby-Kommission des polysportiven Verbandes Union des sociétés françaises de sports athlétiques. Die FFR wiederum gründete 1934 die Fédération internationale de rugby amateur (FIRA) als Konkurrenz zum International Rugby Football Board (IRFB; heute World Rugby), dem sie erst 1978 beitrat. Vor allem in Okzitanien im Süden Frankreichs war der Sport jahrzehntelang viel kleinteiliger strukturiert, entsprechend der deutlich größeren Beliebtheit dort. Im Norden des Landes deckten die einzelnen Teilverbände dagegen geografisch weitaus größere Gebiete ab. Im Rahmen einer grundlegenden Strukturreform der FFR im Jahr 2018 wurden die 26 bisherigen Teilverbände zu 13 zusammengeschlossen, deren Gebiet nun weitgehend jenen der Regionen Frankreichs entspricht.
Drei Teilverbände sind grenzüberschreitend: Der Ligue régionale Auvergne-Rhône-Alpes de rugby gehört auch ein Verein aus der Schweiz an, während Andorra und Monaco von der Ligue régionale Occitanie de rugby bzw. der Ligue régionale Provence Alpes Côte d'Azur de rugby mitbetreut werden. Für die Organisation des professionellen Spielbetriebs ist die Ligue nationale de rugby zuständig; sie beaufsichtigt die beiden obersten Ligen, die Élite 1 mit zwölf Mannschaften und die Élite 2 mit zehn Mannschaften.

## Geschichte

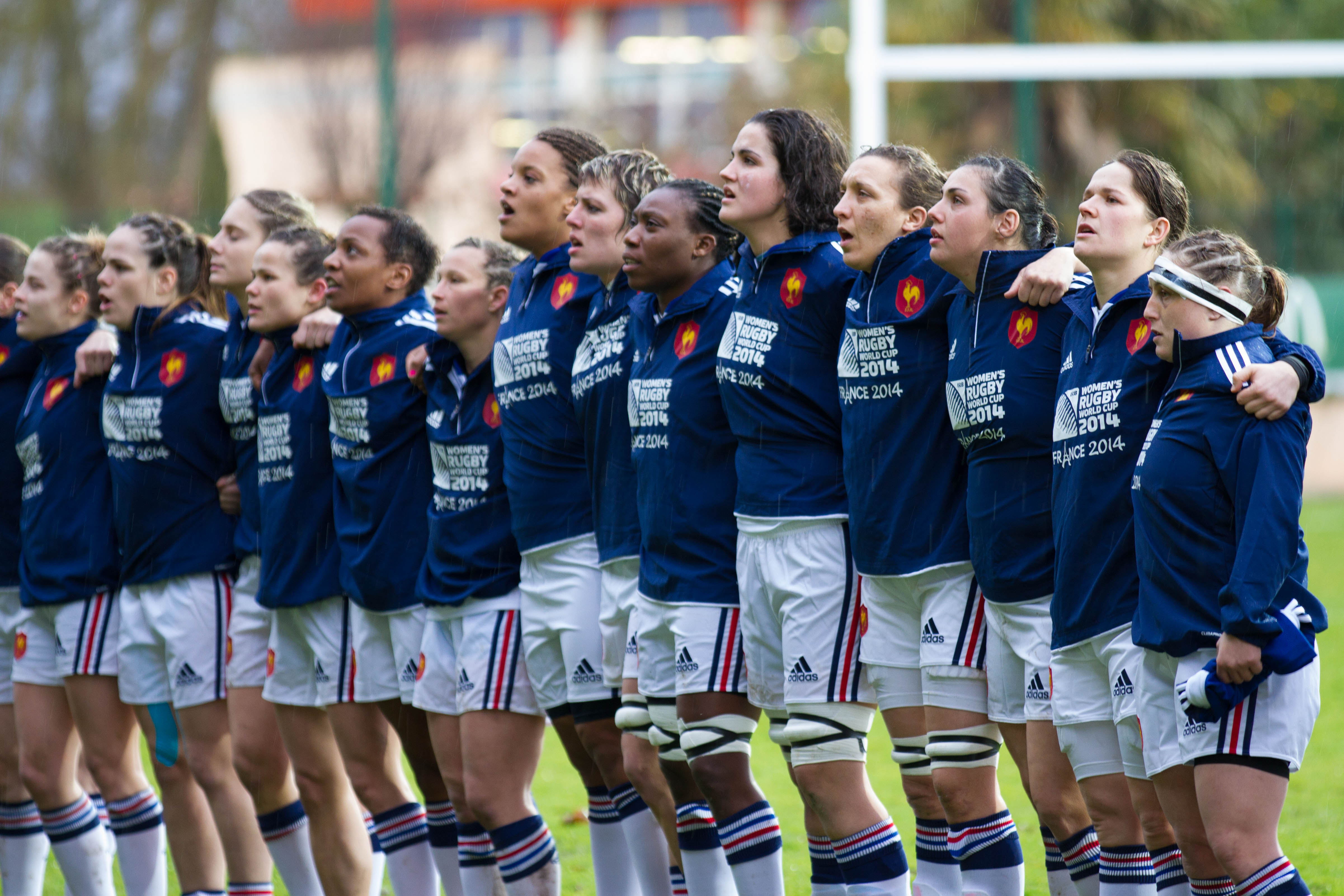
Frankreich bei den Six Nations 2014

Es gibt Aufzeichnungen, dass bereits Mitte der 1890er Jahre Frauen in Frankreich Rugby spielten. In den 1920er Jahren war die Sportart barette sehr beliebt, die viele Ähnlichkeiten mit Rugby aufwies und es wurden nationale Meisterschaften ausgetragen. Nach den 1930er Jahren war das Spiel jedoch fast völlig verschwunden und wurde erst 1965 wiederbelebt, als Studentinnengruppen in Lyon und Toulouse beschlossen, an der großen Wohltätigkeitskampagne gegen den Welthunger teilzunehmen. Die meisten von ihnen hatten Brüder oder Freunde, die Rugby spielten, und so organisierten sie ein Wohltätigkeitsspiel in Bourg-en-Bresse.
Dies erwies sich als so erfolgreich, dass diese Spiele von nun an regelmäßig ausgetragen wurden und vor allem im Süden des Landes Studentinnen nach ihren Abschlüssen Vereine gründeten. 1969 gründete sich der Verband Association française de rugby féminin (ARF). Trotz anfänglicher Ablehnung des Spiels sowohl von der Regierung als auch der Fédération française de rugby (der allen FFR-Funktionären kurzzeitig die Leitung von Frauenspielen untersagte) nahmen 1976 bereits zwölf Vereine am nationalen Wettbewerb teil.
Bis 1982 verdoppelte sich die Anzahl der Vereine und die ARF unterzeichnete eine Übereinkunft mit der FFR, die ihre offizielle Unterstützung gab, und im selben Jahr spielte Frankreich im ersten Test Match überhaupt gegen die Niederlande.
Seit 2000 gewann Frankreich sechs Six-Nations-Titel und ist damit nach England die zweiterfolgreichste Mannschaft bei diesem Turnier.

## Trikot, Logo und Spitzname
Traditionell spielt die Nationalmannschaft in blauen Trikots, weißen Hosen und roten Socken, nach den Farben der Flagge Frankreichs, wovon der Spitzname les tricolores („die Dreifarbigen“) herrührt. Seitdem die Mannschaft im 21. Jahrhundert wie andere französische Nationalmannschaften überwiegend blaue Trikots trägt, werden sie für gewöhnlich les Bleues („die Blauen“) genannt. Spielt die gegnerische Mannschaft traditionell ebenfalls in blauen Trikots – beispielsweise Italien und Schottland – läuft Frankreich in weißen Trikots auf.

## Stadien
Wie in den Rugbynationen Irland, Italien, Kanada, Neuseeland, Schottland, Südafrika, den Vereinigten Staaten und Wales gibt es in Frankreich kein offizielles „Nationalstadion“, vielmehr absolviert die französische Rugbymannschaft seit jeher in zahlreichen verschiedenen Orten Frankreichs ihre Heimspiele.

## Test Matches
Frankreich hat 187 seiner bisher 272 Test Matches gewonnen, was einer Gewinnquote von 68,75 % entspricht. Die Statistik der Test Matches Frankreichs gegen alle Nationen, alphabetisch geordnet, ist wie folgt (Stand: 26. April 2025):
| Land               | Spiele | Gewonnen | Unent- schieden | Verloren | % Siege |
| ------------------ | ------ | -------- | --------------- | -------- | ------- |
| Australien         | 5      | 4        | 0               | 1        | 80,00   |
| Belgien            | 1      | 1        | 0               | 0        | 100,00  |
| Deutschland        | 1      | 1        | 0               | 0        | 100,00  |
| England            | 57     | 13       | 0               | 44       | 22,81   |
| Fidschi            | 1      | 1        | 0               | 0        | 100,00  |
| Großbritannien     | 4      | 3        | 0               | 1        | 75,00   |
| Irland             | 32     | 28       | 1               | 3        | 87,50   |
| Italien            | 28     | 23       | 1               | 4        | 82,14   |
| Japan              | 3      | 3        | 0               | 0        | 100,00  |
| Kanada             | 16     | 9        | 0               | 7        | 56,25   |
| Kasachstan         | 3      | 3        | 0               | 0        | 100,00  |
| Neuseeland         | 10     | 4        | 0               | 6        | 40,00   |
| Niederlande        | 12     | 11       | 0               | 1        | 91,66   |
| Schottland         | 30     | 24       | 1               | 5        | 80,00   |
| Schweden           | 4      | 4        | 0               | 0        | 100,00  |
| Spanien            | 19     | 14       | 0               | 5        | 73,68   |
| Südafrika          | 5      | 4        | 1               | 0        | 80,00   |
| Vereinigte Staaten | 13     | 10       | 1               | 2        | 76,92   |
| Wales              | 30     | 26       | 0               | 4        | 86,67   |
| Gesamt             | 272    | 187      | 5               | 79       | 68,75   |

## Rivalitäten mit anderen Nationalmannschaften
England und Frankreich trafen bisher 57 Mal aufeinander, wobei England 44 Test Matches gewinnen konnte und Frankreich 13. Bei Weltmeisterschaften spielten beide Mannschaften bisher viermal gegeneinander; dabei entschied England alle Begegnungen für sich. Das Spiel zwischen beiden Teams wird in den Medien und bei den Fans in England und Frankreich gleichermaßen Le Crunch genannt.

## Erfolge

### Weltmeisterschaften
Frankreich hat an jeder Weltmeisterschaft teilgenommen und erreichte sieben Mal den dritten Platz.
| Jahr | Resultat        | Spiele          | Siege           | Unent.          | Ndlg.           | +/-             | Punkte          |
| ---- | --------------- | --------------- | --------------- | --------------- | --------------- | --------------- | --------------- |
| 1991 | 3. Platz        | 3               | 2               | 0               | 1               | 99:13           | –               |
| 1994 | 3. Platz        | 5               | 4               | 0               | 1               | 240:26          | –               |
| 1998 | 8. Platz        | 5               | 2               | 0               | 3               | 52:68           | –               |
| 2002 | 3. Platz        | 4               | 3               | 0               | 1               | 93:58           | 6               |
| 2006 | 3. Platz        | 5               | 3               | 0               | 2               | 102:85          | 10              |
| 2010 | 4. Platz        | 5               | 3               | 0               | 2               | 70:91           | 13              |
| 2014 | 3. Platz        | 5               | 4               | 0               | 1               | 139:42          | 14              |
| 2017 | 3. Platz        | 5               | 4               | 0               | 1               | 175:62          | 14              |
| 2021 | 3. Platz        | 6               | 4               | 0               | 2               | 190:46          | 11              |
| 2025 | qualifiziert    | qualifiziert    | qualifiziert    | qualifiziert    | qualifiziert    | qualifiziert    | qualifiziert    |
| 2029 | noch ausstehend | noch ausstehend | noch ausstehend | noch ausstehend | noch ausstehend | noch ausstehend | noch ausstehend |
| 2033 | noch ausstehend | noch ausstehend | noch ausstehend | noch ausstehend | noch ausstehend | noch ausstehend | noch ausstehend |

### Five Nations / Six Nations
Frankreichs einziges jährliches Turnier sind die Six Nations, bei dem das Team gegen fünf andere europäische Mannschaften antritt: England, Irland, Italien, Schottland und Wales. Die Six Nations begannen 1996 als Home Nations Championship und wurden 1999 zu den Five Nations, als Frankreich teilzunehmen begann. 2002 gelang der erste Titelgewinn. In der gesamten Geschichte der Six Nations ist Frankreich die zweiterfolgreichste Mannschaft. Bisher gewann Frankreich den Titel sechs Mal. Man erzielte außerdem fünf Grand Slams.
- 6 Siege (2002, 2004, 2005, 2014, 2016, 2018)
- 5 Grand Slams (2002, 2004, 2005, 2014, 2018)

### Europameisterschaften
In der Vergangenheit beteiligte sich die französische Nationalmannschaft an den Europameisterschaften und entschied fünf Austragungen für sich.
- Turniersiege (5): 1988, 1996, 1999, 2000, 2004

## Spielerinnen

### Aktueller Kader
Die folgenden Spielerinnen bilden den Kader während der Weltmeisterschaft 2025:
| Spielerin              | Position         | Verein      | Länderspiele |
| ---------------------- | ---------------- | ----------- | ------------ |
| Pauline Bourdon Sansus | Gedrängehalb     | Toulouse    | 66           |
| Alexandra Chambon      | Gedrängehalb     | Grenoble    | 30           |
| Carla Neisen           | Gedrängehalb     | Blagnac     | 27           |
| Carla Arbez            | Verbinderin      | Bordeaux    | 13           |
| Lina Queyroi           | Verbinderin      | Toulouse    | 23           |
| Lina Tuy               | Verbinderin      | Romagnat    | 08           |
| Nassira Konde          | Innendreiviertel | Bordeaux    | 15           |
| Gaby Vernier           | Innendreiviertel | Blagnac     | 52           |
| Kelly Arbey            | Außendreiviertel | Toulouse    | 06           |
| Joanna Grisez          | Außendreiviertel | Bordeaux    | 09           |
| Marine Ménager         | Außendreiviertel | Montpellier | 58           |
| Émilie Boulard         | Schlussfrau      | Blagnac     | 36           |
| Morgane Bourgeois      | Schlussfrau      | Bordeaux    | 14           |

| Spielerin            | Position               | Mannschaft  | Länderspiele |
| -------------------- | ---------------------- | ----------- | ------------ |
| Manon Bigot          | Haklerin               | Blagnac     | 14           |
| Agathe Gérin         | Haklerin               | Bordeaux    | 57           |
| Élisa Riffonneau     | Haklerin               | Grenoble    | 17           |
| Makarita Baleinadogo | Pfeiler                | Bordeaux    | 0            |
| Rose Bernadou        | Pfeiler                | Montpellier | 21           |
| Yllana Brosseau      | Pfeiler                | Bordeaux    | 22           |
| Annaëlle Deshayes    | Pfeiler                | Bordeaux    | 49           |
| Assia Khalfaoui      | Pfeiler                | Bordeaux    | 31           |
| Madoussou Fall       | Zweite-Reihe-Stürmerin | Bordeaux    | 40           |
| Manaé Feleu          | Zweite-Reihe-Stürmerin | Grenoble    | 27           |
| Hina Ikahehegi       | Zweite-Reihe-Stürmerin | Lille       | 04           |
| Axelle Berthoumieu   | Flügelstürmerin        | Blagnac     | 22           |
| Léa Champon          | Flügelstürmerin        | Grenoble    | 09           |
| Khoudedia Cissokho   | Flügelstürmerin        | Bordeaux    | 01           |
| Charlotte Escudero   | Flügelstürmerin        | Toulouse    | 27           |
| Teani Feleu          | Flügelstürmerin        | Grenoble    | 12           |
| Taïna Maka           | Flügelstürmerin        | Grenoble    | 02           |
| Marie Morland        | Flügelstürmerin        | Lyon        | 0            |
| Séraphine Okemba     | Flügelstürmerin        | Lyon        | 08           |

### Bekannte Spielerinnen
Eine ehemalige französische Spielerin wurde aufgrund ihrer herausragenden Leistungen in die World Rugby Hall of Fame aufgenommen:
| Spielerin      | Position         | Aufnahme |
| -------------- | ---------------- | -------- |
| Nathalie Amiel | Innendreiviertel | 2014     |